# Зенітка (мультфільм)
«Зенітка» — анімаційний фільм 1967 року Творчого об'єднання художньої мультиплікації студії Київнаукфільм, режисери — Ірина Гурвич. Мультфільм озвучено російською мовою. Мультфільм «Зенітка» створений за мотивами твору Остапа Вишні.

## Над мультфільмом працювали
- Режисер: Ірина Гурвич
- Сценарист: В. Винницький
- Композитор: Борис Буєвський
- Художник-постановник: Жанна Покулита
- Аніматори: Анатолій Солін
- Оператор: Франц Сем'янніков
- Звукооператор: Ірина Чефранова

## Дивись також
- Фільмографія ТО художньої мультиплікації студії «Київнаукфільм»